# حكم تقديري
الحكم التقديري هو حكم بكون شيء ما صحيحًا أو خطأً، أو الحكم بكون شيء ما نافعًا بناءً على المقارنة أو الأشكال النسبوية الأخرى. على وجه العموم، قد يشير الحكم التقديري إلى الحكم القائم على مجموعة معينة من القيم أو على قيم اجتماعية معينة. وهناك معنى آخر يرتبط بالحكم التقديري وهو التقييم النفعي القائم على المعلومات الضئيلة المتوفرة، ويتم هذا التقييم لوجوب اتخاذ قرار ما في فترة قصيرة.

## الشرح
يمكن استخدام مصطلح الحكم التقديري استخدامًا موضوعيًا للإشارة إلى أي أمر ينطوي على حتمية تنفيذ فعل ما، ويقوم ضمنًا باستخدام كلمات مثل «لا بد» أو «ينبغي». ويمكن استخدام هذا المصطلح بالمعنى الإيجابي، للدلالة على حتمية الوصول إلى حكم ما مع وضع القيم الاجتماعية نصب الأعين، أو يمكن استخدامه بمعنى مُحقر للدلالة على الحكم الذي يقوم على الهوى الشخصي وليس على فكر أو دليل موضوعي.
عند استخدام هذا المصطلح بالمعنى الإيجابي، تكون التوصية بالتوصل إلى حكم تقديري هي نصيحة للتفكير تفكيرًا عميقًا وتجنب الهوى والعفوية والبحث عما يتوافق مع اعتقادات المرء الدفينة والبحث عن مجموعة من الأدلة الموضوعية الممكن إثباتها العامة المتفق عليها لتكوين الرأي.
عند استخدام مصطلح الحكم التقديري بالمعنى المُحقر فإنه ينطوي على النتيجة التي تكون نتيجة معزولة وأحادية الجانب وغير موضوعية - وهذا يتعارض مع الأحكام القائمة على التفكر والموازنة والأدلة العامة.
الحكم التقديري قد يشير أيضًا إلى الأحكام الأولى القائمة على تقييم معتبر للمعلومات المتوفرة، مع التسليم بأنها غير مكتملة وجارٍ العمل على استكمالها، فعلى سبيل المثال، الحكم التقديري عما إذا كان سيتم شن هجوم عسكري أو سيتم إجراء جراحة طبية طارئة. في هذه الحالة تكون صفة الحكم قاصرة نظرًا لعدم اكتمال المعلومات المتوفرة نتيجة المأزق، وليست نتيجة قصور ثقافي أو شخصي.
في أغلب الأحوال يشير مصطلح الحكم التقديري إلى رأي الشخص. وبالطبع يتشكل رأي الفرد إلى حد ما حسب معتقداته والثقافة التي ينتمي إليها. ومن ثم هناك امتداد طبيعي لهذا لمصطلح الحكم التقديري ليشمل التصريحات التي يمكن النظر إليها بطريقة ما حسب قيم اجتماعية معينة، ولكنها يمكن النظر إليها بطريقة مختلفة حسب قيم اجتماعية أخرى. ويرتبط امتداد التعريف هذا من الناحية النظرية بكل من بديهية علم الإنسان «النسبية الثقافية» (بمعنى أن المعنى الثقافي يقوم على السياق) وبمصطلح «النسبية الأخلاقية» (بمعنى أن القضايا الأدبية والأخلاقية ليست حقائق عامة ولكنها تقوم على السياق الثقافي). فالحكم التقديري الذي يتشكل في إطار قيم اجتماعية معينة قد يكون حكمًا محدودًا وقد يكون موضوعًا مثيرًا للجدل بين الجمهور الأكثر عددًا.

### عدم التسرع في إصدار الأحكام
عدم التسرع في إصدار الأحكام هو الوصف المستخدم للإشارة إلى المعنى المضاد للمعنى الازدرائي في الحكم التقديري: يعبر عن تجنب الآراء الشخصية ويعكس ردود الأفعال المتعجلة.

### القرار الشخصي
القرار الشخصي هو المصطلح المستخدم في وصف القرار المنتقى من بين البدائل التي لا يمكن تحديد مدى صحتها أو خطئها بوضوح، ولهذا يعتمد القرار على أساس شخصي.

### حيادية التقدير
حيادية التقدير هي صفة ذات صلة بموضوعنا تشير إلى الاستقلالية من القيم الاجتماعية. فالشيء نفسه قد يكون حيادي التقدير عندما لا يكون جيدًا ولا سيئًا، وعندما لا يكون مفيدًا ولا غير مفيد، وعندما لا يكون مهمًا ولا تافهًا، حتى يُوضع في سياق اجتماعي. فمثلاً، يعتمد تنصيف الشيء في بعض الأحيان على السياق: هل الشيء أداة أم سلاح، هل يظل الإنسان عملاً فنيًا أم سلفًا?
هناك اقتباس شهير لعالم الرياضيات غودفري هارولد هاردي يبين كيف يضع الموضوع «محايد التقدير» في الرياضيات في سياق اجتماعي معين:
للاطلاع على مناقشة ما إذا كانت التقنية محايدة التقدير، انظر مارتن وشينزنجر ووالاس.
قد يكون للعنصر تقدير معين وقد يكون محايد التقدير بغض النظر عن السياق الاجتماعي إذا كانت فائدته أو جدواه واضحة من تلقاء نفسها بشكل أو بآخر، فمثلاً، الأكجسين هو سر الحياة في جميع المجتمعات.

## الحكم التقديري وسياقه
يقول البعض أن الموضوعية الحقيقية مستحيلة، فحتى أكثر التحليلات العقلانية تشددًا تقوم على مجموعة من القيم المقبولة في إطار التحليل. ومن ثم تكون كل النتائج هي أحكامًا تقديرية (ولذا فقد تكون محدودة). وبالطبع لا يفيد وضع جميع النتائج في فئة واحدة في التمييز بين تلك النتائج وبهذا تصبح تلك الفئة وصفًا غير مفيد. فتصنيف النتيجة بكونها حكمًا تقديريًا يكون جوهريًا عند تعيين السياق المُحدد للحكم.
على سبيل المثال، تعد «الحقائق» العلمية موضوعية، ولكن يتم اعتبارها في طور التجربة، فمن المفهوم أن ظهور المزيد من الأدلة الدقيقة و/أو تجارب أشمل قد يغير الأمور. أضف إلى ذلك، أن الرأي العلمي (بمعنى النتيجة القائمة على القيم الاجتماعية) هو حكم تقديري قائم على تقييم صارم وتوافق كبير. وبوضع هذا المثال نصب الأعين، يكون تصنيف الرأي بأنه حكم تقديري تصنيفًا ملتبسًا دون وصف السياق المحيط به.
ولكن كما ذكرنا في الجزء الأول من هذه المقالة، في الاستخدام العام يكون معنى مصطلح الحكم التقديري معنى أبسط كثيرًا في إطار السياق الضمني ولكنه ليس محددًا.